# Janela 10/40

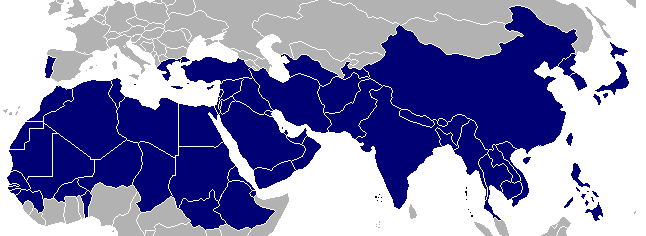
As nações da janela 10/40

Janela 10/40 é um termo criado pelo missionário cristão e estrategista da Partners International Luis Bush em 1990 para referir-se às regiões do hemisfério oriental, além de europeus e africanos que estão na parte do hemisfério ocidental da Janela, localizados entre 10 e 40 graus ao norte da Linha do Equador, em uma área que supõe-se ter o mais alto nível de desafios socioeconômicos, e, ainda, menos acesso à mensagem cristã e aos recursos cristãos no planeta.
A apresentação sobre grupos de povos não alcançados de Ralph D. Winter no Congresso Internacional de Evangelização Mundial (Movimento Lausanne), realizado em julho de 1974 na Suécia, serviu como base para Luis Bush identificar a região geográfica onde a maioria desses grupos podem ser encontrados.
O conceito destaca três elementos como principais: (1) pobreza, (2) baixa qualidade de vida, (3) combinados à falta de acesso à mensagem cristã. A "janela" compreende uma região que abrange o Saara e Norte da África, bem como quase todos os países da Ásia (Ásia Ocidental, Ásia Central, Sul da Ásia, Leste da Ásia e grande parte do Sudeste da Ásia). Cerca de dois terços da população mundial vive na Janela 10/40, e são predominantemente muçulmanos, hinduístas, budistas, animistas, judeus ou ateus. Muitos governos na Janela 10/40 são oficialmente ou não oficialmente contrários a qualquer missão cristã dentro de suas fronteiras.